# Kubatur
Der Begriff Kubatur bezeichnet im Bauwesen das Volumen eines Bauwerks, unabhängig von der Gestaltung oder der Materialität. Der Begriff bezeichnet ursprünglich ein geometrisch messbares Volumen. In der Architektur und Denkmalpflege wird er mehr im Sinne von Gestalt/Form eines Baukörpers gebraucht.
In denkmalpflegerisch relevanten Ensembles oder Gesamtanlagen und bei Neuerrichtung untergegangener Bauten benutzt man den Begriff, um zu erreichen, dass ein Nachfolgebau den Außenmaßen, also der Gestalt (einschließlich der Dachform) des Vorgängerbaus entspricht. So gleicht z. B. auch der aus städtebaulichen Gründen entstandene Neubau des Berliner Schlosses, auch sog. Humboldt Forum, in weiten Teilen der Kubatur des von der DDR 1950 gesprengten und abgetragenen Schlüter-Baus.
Der Begriff wird auch synonym für den umbauten Raum benutzt, der bei der Wertermittlung für Gebäude eine Rolle spielt. Die heute übliche und korrekte Bezeichnung hierfür ist Brutto-Rauminhalt.
Das Wort „Kubatur“ leitet sich vom lateinischen Begriff Kubus (Würfel) ab, wird jedoch im heutigen Sprachgebrauch für Gebäude jeder beliebigen Form gebraucht.

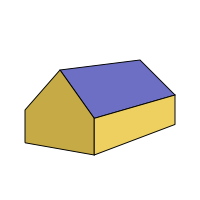
Ein Haus mit einer sehr simplen Kubatur
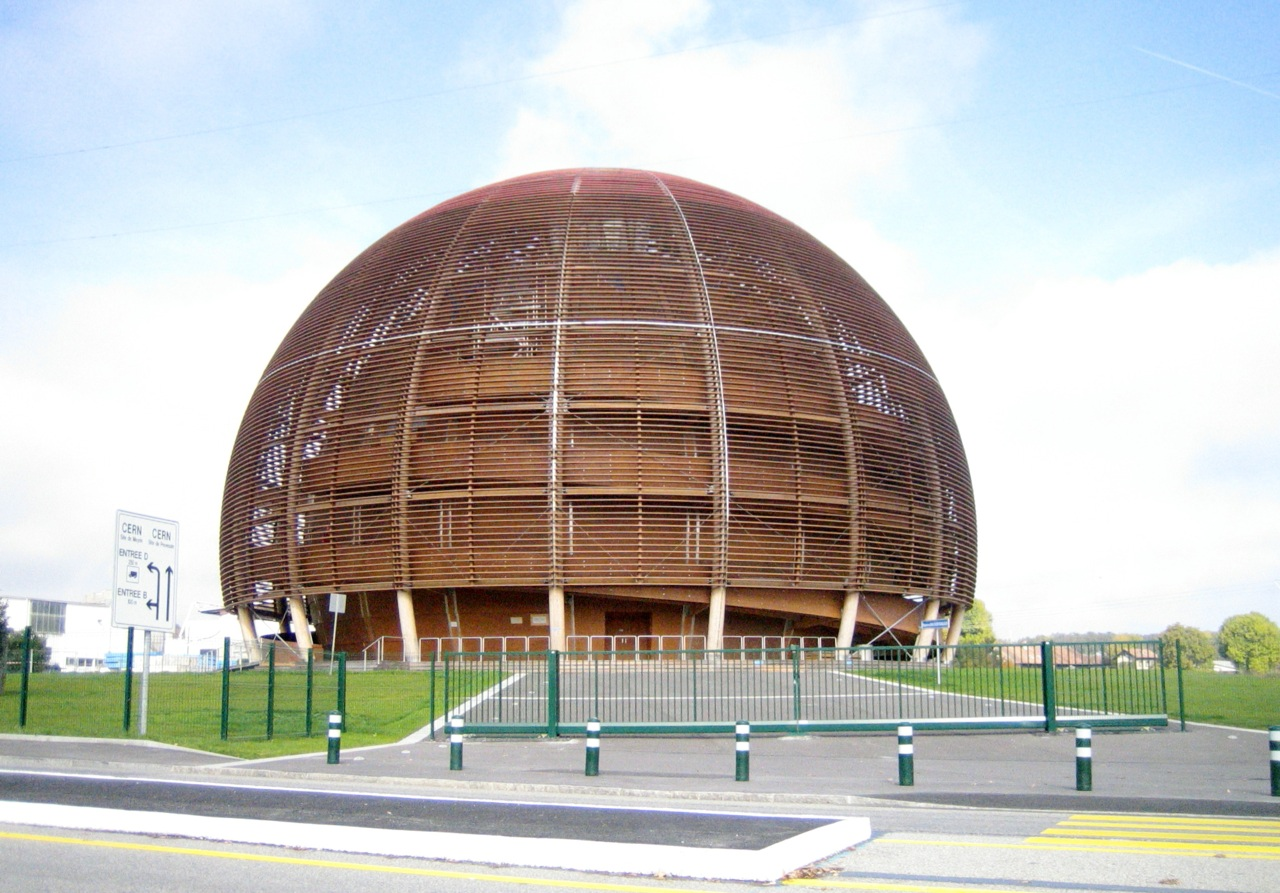
Der Globe of Science and Innovation hat die …
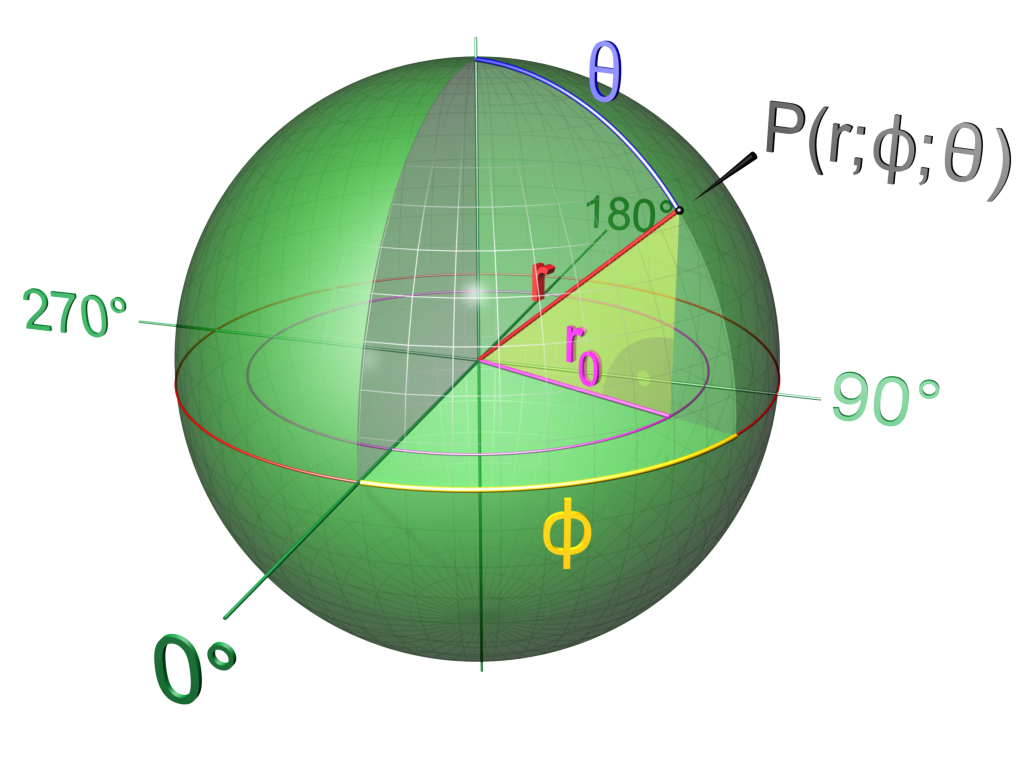
… Kubatur einer Kugel